# Seaca, Teleorman
Seaca este satul de reședință al comunei cu același nume din județul Teleorman, Muntenia, România.

## Personalități
- Florian Saioc (n. 1931), poet